# Schoenmakersrente

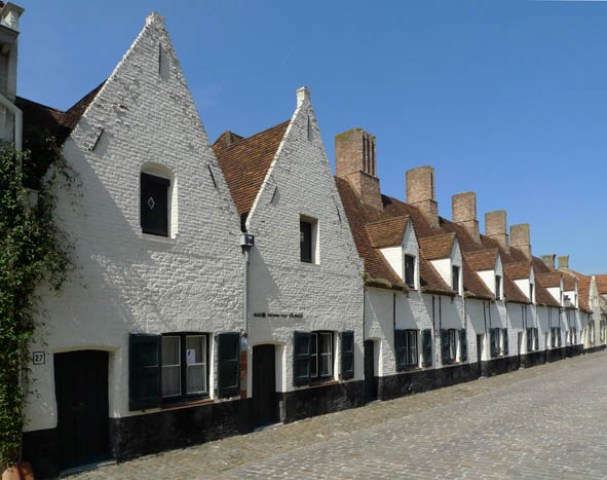
Huisjes van de Schoenmakersrente in de Balstraat

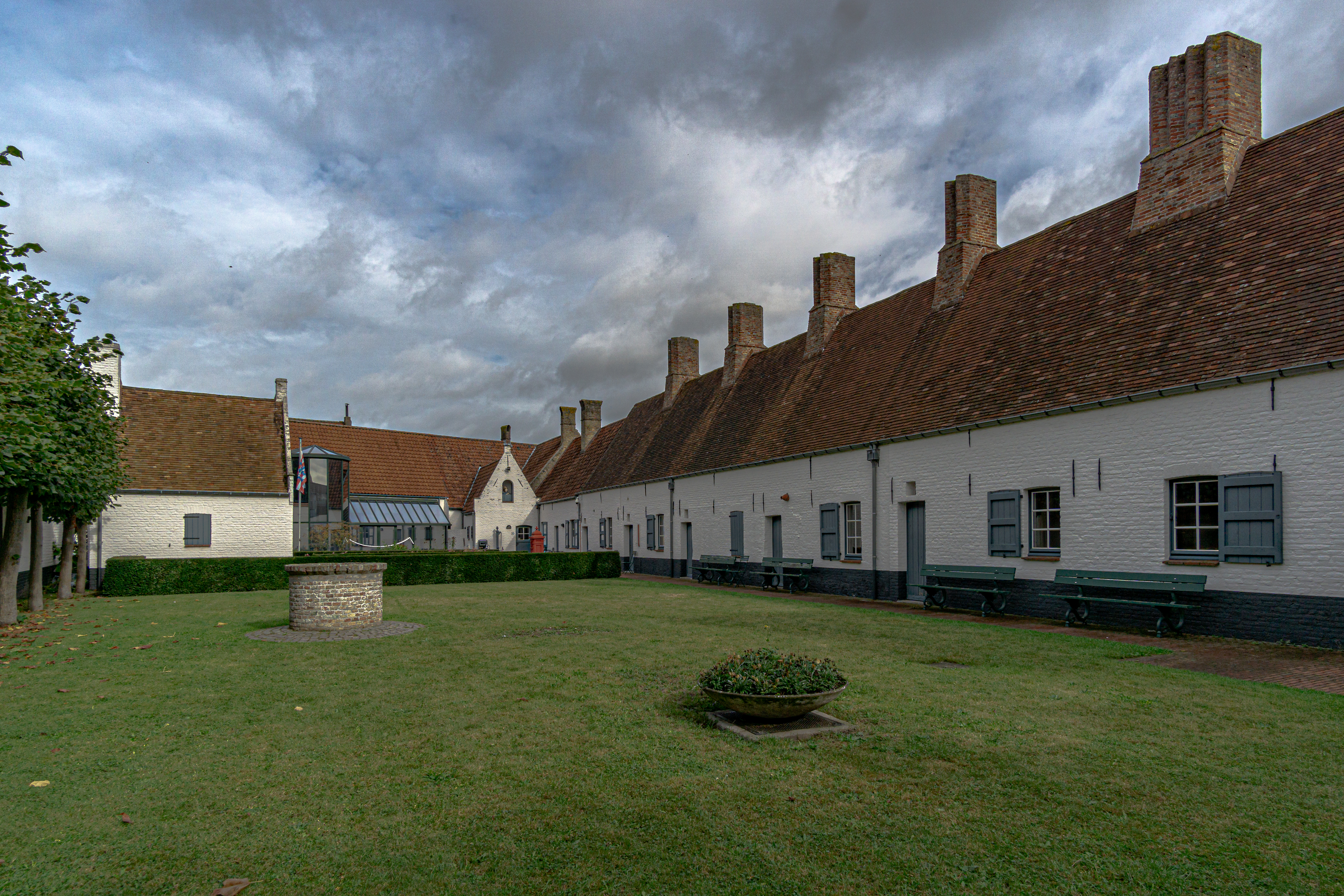
Achterkant

De zogenaamde Schoenmakersrente was een geheel van godshuisjes in de Brugse Balstraat (nu nummers 27-41), in de twintigste eeuw verbouwd tot museum voor volkskunde.

## Geschiedenis
De huisjes werden, in traditionele stijl, gebouwd in de zeventiende eeuw. Wie ze bouwde is tot heden onbekend, maar de bedoeling was om er arme lieden in te huisvesten. Het is pas vanaf 1820 dat ze eigendom werden van de "Brugse Maatschappij der Schoenmakers", later van de "Gemeenschap der schoenmakers" en dat men er de naam Schoenmakersrente kon aan geven. Vanaf 1906 kwamen ze in handen van de Commissie van Burgerlijke Godshuizen. Ze werden in de loop van de volgende jaren verwaarloosd en bleven na de Tweede Wereldoorlog onbewoond, zodat een spoedige sloping mocht worden gevreesd.
In 1965 werd de huizenreeks aangekocht door de stad Brugge met de bedoeling er een stedelijk Museum voor Volkskunde van te maken. De restauratiewerken die in 1971-1972 werden uitgevoerd, waren verregaand. Alleen grote delen van de voorgevels en een deel van de achtergevels bleven overeind, terwijl de huizenstructuur volledig werd gesloopt en door nieuwbouw vervangen. Men zag geen andere mogelijkheid, als men van individuele woonhuisjes een doorlopend museum wilde maken. 
Deze transformatie zond een noodsignaal uit. Men was tot dan eerder de mening toegedaan dat de oude godshuisjes, als ze bouwvallig werden, niet meer de moeite loonden om hersteld te worden. Er kwam echter, onder meer onder de invloed van lokale monumentenzorgers, een kentering in de zienswijze. De meeste godshuizen werden als monument beschermd en voortaan werden stelselmatige campagnes van renovatie en modernisering doorgevoerd, waarbij de godshuizen hun oorspronkelijk doel behielden, namelijk bewoning te verschaffen aan minder gegoede bejaarden. Meteen werd ook, op vele plekken, een uitzicht behouden dat bijdraagt tot de historiciteit van de stad. 
In oorsprong ging het om acht huisjes, van telkens twee traveeën en één bouwlaag onder een zadeldak. Eenmaal museum geworden, werden een paar huizen, op de hoek van de Balstraat en de Rolweg, nieuw gebouwd (als toegang tot het museum en als drankgelegenheid). De huisjes Rolweg 32-40 werden enkele jaren later aan het museum toegevoegd.
Het hieronder gerefereerde boek Brugge herwonnen schoonheid, hoewel op verzoek van het stadsbestuur geschreven, aarzelde niet om zich kritisch uit te drukken over de realisatie. Het algemeen resultaat werd als een mislukking bestempeld en het opzet om van de huisjes een doorlopend museum te maken, werd als niet zeer geslaagd genoemd. In de Huizen te Brugge, editie 1975, werd als een stille aanklacht een foto gepubliceerd van de oorspronkelijke huizenrij en er onder een foto van de toestand na sloping, met het wat cynische onderschrift de huizen tijdens de restauratie. Hoe dan ook oordeelde men dat het nog altijd beter was dan alles te laten verdwijnen, want het merkwaardige straatbeeld werd behouden en het Museum van Volkskunde levert een bijzondere bijdrage tot het museumaanbod in de historische stad Brugge.